# ريمو تام
ريمو تام (بالإستونية: Reimo Tamm) مواليد 29 ديسمبر 1984 في فيلياندي، هو لاعب كرة سلة إستوني. بدأ مسيرته الاحترافية في سنة 2003. يحمل الرقم 11. يبلغ طوله 6 قدم 1 بوصة (1.9 م). لعب مع نادي جامعة تالين للتقنية لكرة السلة وراكفيره تارفاس.

## الإنجازات
- الدوري الإستوني الممتاز لكرة السلة: 2005، 2006، 2011، 2012
- كأس إستونيا لكرة السلة: 2005، 2006، 2012
- دوري البلطيق لكرة السلة: 2012

## روابط خارجية
- ريمو تام على موقع الاتحاد الدولي لكرة السلة (الإنجليزية)
- ريمو تام على موقع كرة السلة الأوروبية.كوم (الإنجليزية)
- ريمو تام على موقع ريلجم (الإنجليزية)
- ريمو تام على موقع بروبوليرز (الإنجليزية)